# 21... Ways to Grow
21... Ways to Grow è il terzo album in studio della cantante statunitense Shanice, pubblicato il 21 giugno 1994.

## Tracce
1. Ways to Grow (Intro) – 0:37
2. I Care (Interlude) – 0:46
3. Don't Break My Heart – 4:24
4. Turn Down the Lights – 4:31
5. Somewhere – 4:13
6. Ace Boon Coon – 3:32
7. I Like – 4:49
8. Give Me the Love I Need – 4:21
9. I'll Be There – 5:00
10. I Wish – 5:56
11. When I Say That I Love You – 3:57
12. I Want to Give It to You – 3:59
13. Never Changing Love – 4:16

### Tracce bonus giapponesi
1. Needing Me – 4:01
2. Jesus Loves Me – 0:51
3. It's for You – 4:05